# Sân bay quốc tế Hargeisa
Sân bay quốc tế Hargeisa Egal (IATA: HGA, ICAO: HCMH) (tiếng Somali: Madaarka Hargeysa ee Calaamiga) - là một sân bay quốc tế phục vụ cho Hargeisa ở Somaliland. Hargeisa là sân bay quốc tế lớn thứ hai của Somali.
Sân bay này được xây lại từ năm 1991 và chỉ có tuyến bay quốc tế với Ethiopia nối với Somaliland.
Sân bay này được đặt tên theo cố tổng thống Somaliland Jaalle/Mudane Muhammad Haji Ibrahim Egal. 

## Các hãng hàng không và các tuyến điểm
- Daallo Airlines (Addis Ababa, Bossaso, Galkacyo, Mogadishu)
- Djibouti Airlines (Bossaso, Djibouti City)
- Ethiopian Airlines (Dire Dawa)
- Jubba Airways (Mogadishu)